# Нормис (сленг)
«Нормис» (англ. normie) — сленговое слово, которое обозначает «нормального человека» с типичными увлечениями, интересами и распространёнными в обществе взглядами.

## История
Происходит от английского слова «normie», что переводится как «нормальный, обычный человек». Впервые был использован в оригинальном значении «обычный, нормальный» в английском языке в 1950-х годах. По данным словаря Merriam-Webster, термин «normie» появился в конце 1980-х в США. Им называли людей с инвалидностью или другими особенностями развития и использовали его иронично по отношению к остальному населению.
С начала 2000-х получил распространение в интернете, а в российском сегменте интернета начало набирать популярность с середины 2010-х годов. Популяризации способствовало использование на имиджборде «Двач», пользователи которого считают себя представителями неформальной культуры, что выражается в противоречивых публикациях, нестандартных политических взглядах, чёрном юморе, причастности к различным субкультурам.

## Значение
Нормис — человек, который не имеет отличительных черт личности, придерживающийся общепринятых, мейнстримных взглядов, интересов, вкусов и привычек. Он придерживается здорового образа жизни, часто консервативен, не принадлежит какому-либо сообществу. Нормисы могут вызывать презрение у представителей контркультуры — которые считают себя изгоями, чьи привычки и интересы не являются общепринятыми. Взгляды нормисов не противоречат мнению большинства, а его увлечения и интересы понятны обществу.
Термин имеет оскорбительный оттенок и часто используется с иронией.

## В культуре
В 2016 году попало в словарь Urban Dictionary, где описывается как «человек тяготеющий к социальным стандартам».
В 2024 году слово «нормис» вошло в список популярных неологизмов, который опубликовал портал «Грамота.ру» в звании «Слова года».
По данным аналитиков «Яндекса», слово «нормис» было одним из самых популярных неологизмов в России в 2024 году.